# Лянчжоу
Лянчжо́у (кит. упр. 凉州, пиньинь Liángzhōu) — район городского подчинения городского округа Увэй провинции Ганьсу (КНР). Название района происходит от средневековой области, органы власти которой размещались в этих местах.

## История
Во времена империи Цинь на этих землях обитали юэчжи. В 174 году до н. э. они были вытеснены сюнну, которые построили здесь укрепление Гуцзан (故臧). При империи Западная Хань во времена правления императора У-ди генерал Хо Цюйбин в 121 году до н. э. разгромил сюнну и присоединил эти места к империи Хань. В 106 году до н. э. был создан округ Увэй (武威郡), в который входило 10 уездов; власти округа размещались в Гуцзане; тогда же империя была разделена на 13 провинций-чжоу, и эти места вошли в состав провинции Лянчжоу. В эпоху Троецарствия эти земли попали в состав царства Вэй, и власти Лянчжоу в 220 году разместились в Гуцзане.
В эпоху шестнадцати варварских государств Гуцзан был столицей Ранней Лян (313—376), Поздней Лян (386—403), Южной Лян (406—410) и Северной Лян (412—439).
При империи Суй была создана область Лянчжоу (凉州), которая в 607 году была вновь переименована в округ Увэй. В 617 году местный командующий Ли Гуй восстал против Суй и провозгласил создание государства Лян со столицей в Гуцзане, но в 619 году был разбит, и эта территория вошла в состав империи Тан. В 764 году эти земли были захвачены тибетцами.
После образования тангутского государства Западная Ся эти земли вошли в его состав. Западная Ся впоследствии была уничтожена монголами, а после свержения власти монголов и образования империи Мин китайские власти разместили в этих местах Лянчжоуский караул (凉州卫).
При империи Цин в 1724 году был осуществлён переход от военных структур управления к гражданским, и вместо Лянчжоуского караула был создан уезд Увэй.
В 1949 году был создан Специальный район Увэй (武威专区), и эти земли вошли в его состав. В октябре 1955 года Специальный район Цзюцюань (酒泉专区) и Специальный район Увэй были объединены в Специальный район Чжанъе (张掖专区), но в 1961 году Специальный район Увэй был воссоздан. В 1970 году Специальный район Увэй был переименован в Округ Увэй (武威地区). В апреле 1985 года уезд Увэй был преобразован в городской уезд Увэй.
Постановлением Госсовета КНР от 9 мая 2001 года были расформированы округ Увэй и городской уезд Увэй, и образован городской округ Увэй; территория бывшего городского уезда Увэй стала районом Лянчжоу в его составе.

## Административное деление
Район делится на 8 уличных комитетов, 25 посёлков и 12 волостей.

## Экономика
Лянчжоу является крупнейшим центром тепличного хозяйства провинции, который специализируется на выращивании овощей, фруктов и арбузов. 